# Alexander de Seversky

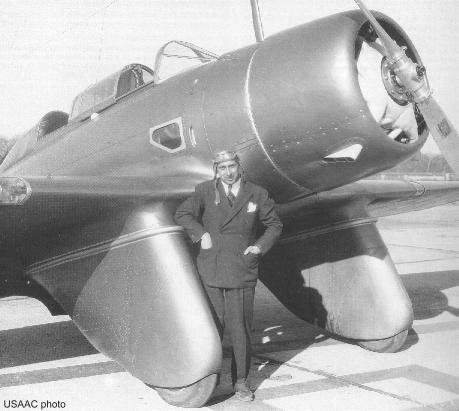
Alexander de Seversky framför familjeföretagets SEV-3XAR, hösten 1934

Alexander Nikolaivich Prokofiev de Seversky var en rysk-amerikansk flygare, konstruktör och företagare, född i Tbilisi, Georgien 7 juni 1894, död i USA 24 augusti 1974. Han var son till skådespelaren Nicolai de Seversky. 
Han grundade 1923 Seversky Aero Corporation (senare ombildat som Republic Aviation).